# زلیونایا دوبراوا
زلیونایا دوبراوا (به لاتین: Zelyonaya Dubrava) یک منطقهٔ مسکونی در روسیه است که در سرزمین آلتای واقع شده‌است.